# Itália nos Jogos Olímpicos de Inverno de 1998
A Itália participou dos Jogos Olímpicos de Inverno de 1998 em Nagano, Japão.

## Medalhas
| Atleta                                                             | Esporte             | Evento                        | Medalha |
| ------------------------------------------------------------------ | ------------------- | ----------------------------- | ------- |
| Günther Huber Antonio Tartaglia                                    | Bobsleigh           | Duplas masculinas             | Ouro    |
| Deborah Compagnoni                                                 | Esqui alpino        | Slalom gigante feminino       | Ouro    |
| Pier Alberto Carrara                                               | Biatlo              | Individual masculino          | Prata   |
| Deborah Compagnoni                                                 | Esqui alpino        | Slalom feminino               | Prata   |
| Marco Albarello Fulvio Valbusa Fabio Maj Silvio Fauner             | Esqui cross-country | Revezemento 4x10 km masculino | Prata   |
| Stefania Belmondo                                                  | Esqui cross-country | 30 km livre feminino          | Prata   |
| Armin Zöggeler                                                     | Luge                | Individual masculino          | Prata   |
| Thomas Prugger                                                     | Snowboard           | Slalom gigante masculino      | Prata   |
| Silvio Fauner                                                      | Esqui cross-country | 30 km clássico masculino      | Bronze  |
| Karin Moroder Gabriella Paruzzi Manuela Di Centa Stefania Belmondo | Esqui cross-country | Revezemento 4x5 km feminino   | Bronze  |

Legenda
| Recorde mundial      | Recorde mundial (World record)               |                       | Recorde africano                      | Recorde africano (African) |                                           | Q | Classificado por posição (Qualified) |
| Recorde olímpico     | Recorde olímpico (Olympic record)            | Recorde da América    | Recorde da América (Americas)         | q                          | Classificado por melhor tempo (Qualified) |   |                                      |
| Melhor marca do ano  | Melhor marca do ano (World leading)          | Recorde asiático      | Recorde asiático (Asian)              | DNS                        | Não largou (Did not start)                |   |                                      |
| Recorde nacional     | Recorde nacional (National record)           | Recorde europeu       | Recorde europeu (European)            | DNF                        | Não terminou (Did not finish)             |   |                                      |
| Recorde pessoal      | Recorde pessoal do atleta (Personal best)    | Recorde da Oceania    | Recorde da Oceania (Oceania)          | DSQ / DQ                   | Desclassificado (Disqualified)            |   |                                      |
| Recorde da temporada | Recorde da temporada do atleta (Season best) | Recorde sul-americano | Recorde sul-americano (South America) | NM                         | Sem marca (No mark)                       |   |                                      |